# Okan Yalabık
Okan Yalabık (* 13. prosince 1978) je turecký herec. Vystudoval divadlo na státní konzervatoři na univerzitě v Istanbulu. Od roku 2001 se objevil ve více než dvaceti filmech. Nejvíce je známý rolí Pargali Ibrahima Paši v seriálu Velkolepé století (2011-2014).

## Divadlo
| Theatre   | Theatre             | Theatre                       | Theatre             | Theatre                  | Theatre                      |
| Rok       | Hra                 | Role                          | Spisovatel          | Režisér                  | Divadlo                      |
| --------- | ------------------- | ----------------------------- | ------------------- | ------------------------ | ---------------------------- |
| 2016      | Kozalar             | Adalet Ağaoğlu                | Ayşenil Şamlıoğlu   | Pangar                   | Ses tasarımcısı              |
| 2014      | Král Lear           | Albany Dükü/ Gloucester Kontu | William Shakespeare | Yiğit Sertdemir          | Pangar/Altıdan Sonra Tiyatro |
| 2009/2011 | Bayrak              | Berkun Oya                    | Berkun Oya          | Krek                     |                              |
| 2008/2016 | 39 Basamak          | John Buchan/Patrick Barlow    | Mehmet Birkiye      | Kent Oyuncuları/Müşterek |                              |
| 2005      | Kumarbazın Seçimi   | Carl                          | Patric Marber       | Cengiz Bozkurt           | Kent Oyuncuları              |
| 2003      | İnishmorelu Yüzbaşı | Brendan                       | Martin McDonagh     | Mehmet Ergen             | Kent Oyuncuları              |
| 2001      | İhtiras Tramvayı    | Stanley Kowalski              | Tennessee Williams  | Yıldız Kenter            | Kent Oyuncuları              |
| 1999      | Nükte               | Margaret Edson                |                     | Yıldız Kenter            | Kent Oyuncuları              |
| 1998      | Martı               | Anton Çehov                   | Joseff Raikhelgaouz |                          | Kent Oyuncuları              |

## Dabing
| Hlas | Hlas                             | Hlas           | Hlas           |
| Rok  | Název                            | Role           | Poznámka       |
| ---- | -------------------------------- | -------------- | -------------- |
| 2016 | Anadolu Masalları                | Anlatıcı       |                |
| 2016 | Kung Fu Panda 3                  | Po             | Animovaný film |
| 2016 | Kötü Kedi Şerafettin             | Adnan ve Çizer | Animovaný film |
| 2016 | Uncharted 4: A Thief ' s End     | Nathan Drake   | Video oyunu    |
| 2011 | Kung Fu Panda 2                  | Po             | Animovaný film |
| 2011 | Uncharted 3: Drake ' s Deception | Nathan Drake   | Videohra       |
| 2009 | Cüceler Devlere Karşı: Gizli Oda | Karga Záludný  | Animovaný film |
| 2008 | Kung Fu Panda                    | Po             | Animovaný film |
| 2007 | Don Kişot                        | Horoz          | Animovaný film |

## Ocenění
- Cena Yeşilçam za nejlepší vedlejší roli (2011)